# Galium tomentosum
Galium tomentosum är en måreväxtart som beskrevs av Carl Peter Thunberg. Galium tomentosum ingår i släktet måror, och familjen måreväxter. Inga underarter finns listade i Catalogue of Life.